# Traducianismo
Il traducianismo  o traducianesimo (dal latino traducĕre: trasportare, trasferire; nel tardo latino tradux indica il seme procreatore) è una dottrina del II secolo, secondo la quale l'anima individuale non è creata da Dio in occasione di ogni nascita, ma viene trasmessa ai figli dai genitori.
Si possono distinguere due forme di traducianismo: la prima, di natura biologica, ritiene che i figli vengano generati totalmente, corpo e anima, dall'unione fisica dei semi maschile e femminile; l'altra sostiene che l'anima proceda immediatamente dall'unione delle anime dei genitori, per cui una parte della sostanza dell'anima dei genitori, insieme col loro seme biologico, genererebbe il figlio.
Il più noto sostenitore del traducianismo biologico (o materialista) è Tertulliano, cartaginese convertitosi al Cristianesimo, vissuto fra il II ed il III secolo, il quale nel trattato De anima parla addirittura di "corporeità dell'anima" in antitesi con la gnosi spiritualizzante.
Agostino di Ippona sostenne il traducianismo poiché lo riteneva in grado di spiegare meglio di altre teorie l'ereditarietà del peccato originale (De genesi ad litteram, cap. x).
Secondo il traducianismo ciascuna anima proviene dall'unione di due anime e/o corpi, in base ad un processo che inizia con i progenitori primordiali, Adamo ed Eva, le cui anime furono le sole ad essere create direttamente da Dio.
Il traducianismo fu condannato da Roma nel 498.